# Junko Okazaki
Junko Okazaki est une pianiste japonaise née à Tokyo et fixée à Paris.

## Biographie
À l'âge de trois ans, Junko Okazaki commence à étudier le piano. Entrée au Conservatoire de Toho à l'âge de 11 ans, elle termine brillamment ses études à l’Université de musique de Tohogakuen (Tokyo) au Japon.
En 1981, elle réalise  son rêve et commence à travailler avec Vlado Perlemuter qui sera son maître.
En 1984, elle s'installe définitivement à Paris et l'année suivante, elle obtient le Diplôme supérieur d’exécution de piano à l’École normale de musique de Paris Alfred Cortot et en 1988, le Diplôme supérieur de musique de chambre. 
Depuis 1986, elle donne de nombreux concerts en France, aux États-Unis, en Italie et au Japon.
En 1998, premier récital à la Salle Gaveau à Paris qui sera suivi par d’autres chaque d’année, en plus de concerts donnés régulièrement à l'Église Saint-Julien-le-Pauvre (Paris).
En 2008, elle donne un récital au Sénat (France), enregistré pour France Musique, ainsi qu’un récital donné à la Galerie dorée de la Banque de France dans le cadre de la célébration du 150e anniversaire  des relations diplomatiques entre la France et le Japon (en partenariat avec la Banque de France).
En 2009, nouveau récital au salon d’honneur de l'Hôtel des Invalides.
En 2011, après le drame de Fukushima, elle donne plusieurs concerts pour venir en aide aux sinistrés du Japon.
En 2012, elle célèbre le 10e anniversaire de la mort de son maitre Vlado Perlemuter en interprétant des œuvres de Maurice Ravel et de Gabriel Fauré à l’occasion du récital qu’elle donne à la Salle Gaveau.
En 2013, elle prend part au concert de célébration du 75e anniversaire de la disparition de Maurice Ravel à la Délégation générale Wallonie-Bruxelles de Paris le 7 mars 2013, et son récital annuel de la Salle Gaveau est consacré à Maurice Ravel. Depuis 2000, comme le lui avait demandé son maître, Vlado Perlemuter, elle a poursuivi la publication au Japon d’une édition bilingue franco-japonaise des partitions de Maurice Ravel annotées par Vlado Perlemuter. 

## Répertoire
Le répertoire de Junko Okazaki comprend notamment des œuvres de Bach, Beethoven, Schubert, Schumann, Liszt, Brahms, Debussy. Ses compositeurs de prédilection sont : Frédéric Chopin, Gabriel Fauré, Maurice Ravel.

## Discographie
- Frédéric Chopin, label Forlane, 2006.
- Maurice Ravel, Sonatine, Miroirs, Gaspard de la nuit, label Forlane, 2016.

## Filmographie
- Noctuelles, ronde enfantine chez Ravel. Réalisation Didier Lemaire, Les Productions du Golem, 2015.
- Les pianos secrets de Vlado Perlemuter. Réalisation Didier Lemaire, Les Productions du Golem, 2017.